# 张文炫
张文炫，字幼美，號含光，山东安丘辛王里人，明朝政治人物。同进士出身。

## 生平
事父母最孝，嘗授館某家，有鄰女挑逗之，公正色峻拒，明日遂弃館去。萬曆二十二年甲午科舉人，二十六年（1598年）戊戌科進士。大理寺觀政，授長垣縣知縣，三十四年遷南户部山西司主事，三十五年丁憂。三十六年補刑部江西司主事，三十九年晉员外郎、郎中。萬曆四十年（1612年）接替刘可法任松江府知府一职，陋规一切罢去。有顾氏妇少寡，欲立远族子爲嗣，宗人難之，出其质剂求印，公曰：焉有母年十九而以二十三岁人爲子乎？其妇凂當道，以金盆爲饋，公艴然曰：前日不许别嫌疑，衛名教耳。将謂我可以货取耶！1616年由庄毓庆接任。四十四年遷陕西河西道按察副使，次年养病。